# Principado de Calenberg
El principado de Calenberg (en alemán: Fürstentum Calenberg) fue un principado imperial del Sacro Imperio Romano Germánico establecido en 1432 y surgido de una división sucesoria del ducado güelfo de Brunswick-Luneburgo. Calenberg fue gobernada por la casa de Hannover desde 1635 en adelante. Los príncipes recibieron la novena dignidad electoral del Sacro Imperio en 1692. Su territorio se convirtió en el núcleo del electorado de Hannover, gobernado en unión personal con el reino de Gran Bretaña a partir de 1714 en adelante. El principado recibió su nombre por el castillo de Calenberg, una residencia de los duques de Brunswick.

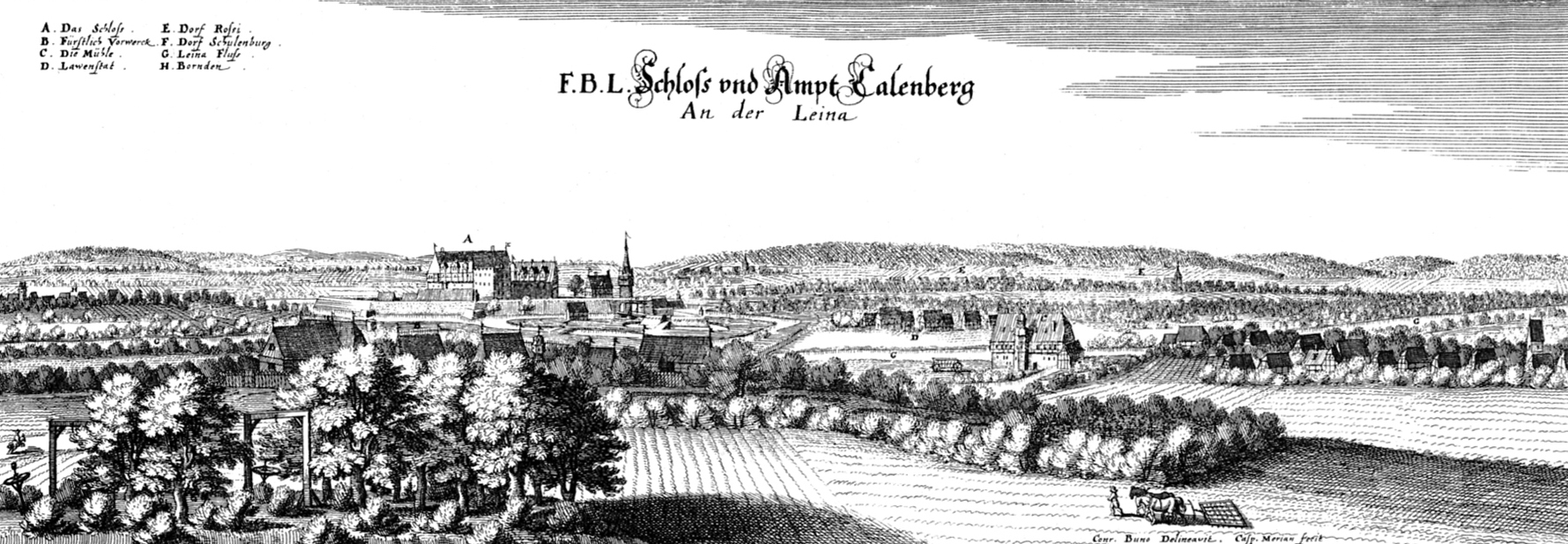
Castillo de Calenberg en 1654 por Caspar Merian.

## Territorio
Cuando el duque Erico I el Viejo (1470-1540) eligió el principado de Calenberg como parte de la herencia en 1495, lo describió como «la tierra entre el río Leine y el Deister». Esta descripción geográfica, sin embargo, nunca fue totalmente precisa. De hecho, el principado se extendía al oeste de Leine, desde Schulenburg hasta Neustadt am Rübenberge en el norte y, por lo tanto, mucho más al norte que las estribaciones del Deister. Al sudoeste, el territorio se extendía hasta Hamelín en el río Weser, mucho más allá del Deister.
La ciudad de Hannover era en gran medida independiente del señorío territorial de los güelfos, y ello a pesar de que no era formalmente una ciudad imperial libre. Hasta que Jorge de Calenberg, que había sido un general exitoso en la guerra de los Treinta Años, eligió la ciudad como su Residenz en 1636, Hannover no podría considerarse como parte del principado de Calenberg. El castillo de Calenberg fue demolido y menospreciado entre 1692 y 1694.
Debido al vínculo que había existido desde 1463 entre los principados de Calenberg y de Gotinga, a este último también se le llamaba a veces Calenberg. Hoy en día, la denominación Calenberg Land solo se usa para la región entre Hannover y Deister.

## Historia
Originalmente, el territorio había pertenecido al ducado de Sajonia, pero en 1180, después de que se hubiera impuesto una prohibición imperial al príncipe güelfo, su señor, Enrique el León, perdió sus tierras ducales en Sajonia y Baviera. Sin embargo, en 1235, el nieto de Enrique, Otón el Niño, fue ascendido al rango de príncipe como resultado de la reconciliación entre las casas de Hohenstaufen y de Welf y se le devolvieron las propiedades alodiales de la familia reclamadas por ellos en el área entre Luneburgo y Brunswick como el nuevo e independiente ducado de Brunswick-Luneburgo. En la región al oeste de Hannover, los güelfos tenían pocas posesiones alodiales, por lo que esa área fue disputada entre la casa de Welf y los obispos de Hildesheim y de Minden. Fue gobernado en gran parte por dinastías comitales, como los condes de Wölpe en el noroeste, los condes de Hallermund en el suroeste y los condes de Rhoden en el oeste y en Hannover.
En 1292, el duque Otón el Severo de la línea de Luneburgo de los güelfos subyugó la región. Anteriormente, se había rendido al obispo de Hildesheim y aceptado la ciudad de Hannover como su feudo. Sin embargo, se desdijó de su lealtad y fundó el castillo de Calenberg, a solo 13 km al oeste de Hildesheim, en un movimiento contrario para reducir aún más el poder del obispo de Hildesheim en el área de Hannover.
Administrativamente, esta área inicialmente todavía se llamaba Vogtei de Lauenrode, por el castillo de Lauenrode en las afueras de Hannover, desde donde los güelfos gobernaban el territorio. Con la extinción de la línea de Luneburgo de los güelfos, estalló la guerra de sucesión de Luneburgo (1371-1388) durante la cual los ciudadanos de Hannover asaltaron y destruyeron el castillo de Lauenrode. El Vogtei fue trasladado al castillo de Calenberg.

### Divisiones
Los duques de la casa de Welf no heredaban su tierra por primogenitura y eso dio lugar a finales de la Edad Media a numerosas dominios y a una gran fragmentación del territorio de la casa de Welf. En 1400, el Vogtei de Calenberg fue a la línea Wolfenbüttel de los Welfs. En 1408 y 1409 pudieron comprar el condado de Everstein y el señorío de Homburg después de la extinción de sus familias reinantes. Estos fueron agregados al Vogtei de Calenberg. En otra herencia de Welf en 1432 —la novena según el historiador Gudrun Pischke—, el área fue dividida nuevamente por los duques güelfos Guillermo el Victorioso y Enrique el Pacífico que hasta entonces habían gobernado conjuntamente en el principado de Brunswick-Wolfenbüttel. Mientras Enrique retuvo las tierras de Wolfenbüttel, Guillermo fue compensado con el recién creado principado de Calenberg. En ese momento, el señorío dado a Guillermo no tenía nombre. Consistía en los derechos que anteriormente pertenecían al principado de Luneburgo entre la cordillera de Deister y el río Leine, así como al antiguo condado de Wölpe, el señorío de Hallermund cerca de Springe y los dominios de Homburg y Everstein.
Como todos los príncipes güelfos ostentaban el título ducal y los territorios que gobernaban eran principados dentro del ducado de Brunswick-Luneburgo, sus dominios llevaban el nombre del castillo o ciudad principal. Guillermo pasó la mayor parte de su tiempo en el castillo de Calenberg desde donde administraba su territorio. Como resultado, es probable que el nombre del principado de Calenberg surgiera durante este tiempo.

### Unificación con Gotinga
Entre 1442 y 1463 Guillermo logró hacerse cargo del dominio sobre el principado de Brunswick de Gotinga. Aunque la unificación con Calenberg inicialmente se produjo por pura casualidad, no obstante duró. Con el fin de distinguir las dos áreas que estaban separadas físicamente por las estribaciones de las tierras altas en el valle de Leine, Calenberg, en el norte, se denominaba generalmente Unterwald ('Bosque inferior'), mientras que la región de Gotinga se llamaba Oberwald ('Bosque alto'). Cuando en 1473 Guillermo también heredó el principado de Wolfenbüttel de su hermano Enrique, que no había dejado herederos, cedió la soberanía sobre Calenberg a sus hijos Guillermo el Joven y Federico III, conocido como el Inquieto o Turbulento.
Después de la muerte de Guillermo el Victorioso en 1482, ambos hijos compartieron la regencia. Sin embargo, en un acuerdo de fecha 1 de agosto de 1483, dividieron los derechos de uso (Mutschierung). Al hijo menor, Federico el Turbulento, se le concedieron los derechos de uso sobre Calenberg y Gotinga, y a su hermano mayro, Guillermo el Joven, se le otorgó el gobierno sobre Wolfenbüttel. Sin embargo, en 1484/85 Guillermo depuso a su hermano Federico y lo declaró loco. Se debaten los motivos de su expulsión; quizás por su participación en muchos conflictos armados, Federico fue visto como una amenaza para el gobierno de Welf en Calenberg y Gotinga. Así que Guillermo logró, aunque solo brevemente, unir todo el territorio de los principados de Calenberg, Brunswick-Gotinga y Brunswick-Wolfenbüttel. Después de la muerte de Federico en 1495, sin embargo, Guillermo nuevo dividió sus territorios y salió del principado de Brunswick-Wolfenbüttel a su hijo mayor Henry V.

### Bajo Erico I, Isabel y Erico II
El hijo menor, Erico I el Viejo, recibió Calenberg y Gotinga y, por lo tanto, fundó la línea Calenberg de la casa de Brunswick-Luneburgo. En el nuevo territorio así formado, el nombre Calenberg se usaba cada vez más para designar ambas partes del estado. En el período regido por Erico I y su hijo, Erico II, sin embargo, también se usó mucho el nombre «principado de Calenberg-Gotinga». El principado tenía estados parlamentarios separados y consejos separados para cada parte. La cancillería para Unterwald se estableció en la ciudad de Neustadt am Rübenberge y la de Oberwald en la de Münden. También había residencias separadas, castillos señoriales o casas señoriales y palacios en cada ciudad, así como depósitos separados para sus registros.
Bajo Erico I, el castillo de Calenberg se expandió en una fortaleza fuerte. Otro castillo fuertemente fortificado, que él había construido, era el Erichsburg cerca de Dassel, donde comenzó la construcción en 1527. En la disputa diocesana de Hildesheim en 1519, fue inicialmente derrotado militarmente en la batalla de Soltau. Diplomáticamente, sin embargo, fue capaz de ganar un fallo del emperador Carlos V que vio una gran parte del obispado de Hildesheim agregado a su dominio.
Erico I fue hostil a la emergente reforma protestante. Sin embargo, su segunda esposa, Isabel de Brandeburgo, con quien se había casado en 1525, cambió a la nueva doctrina en 1535 y la promovió en la corte, que luego residió en Münden. Después de la muerte de Erico en 1540, ella, como regente, se hizo cargo del gobierno de su hijo menor de edad, Erico II, e implementó la Reforma en el principado con el superintendente estatal Antonius Corvinusella había designado. Erico II, sin embargo, se convirtió al catolicismo romano en 1547 a pesar de que su madre lo había criado en la fe evangélica. Sin embargo, no pudo revertir la Reforma en el principado. Su poder en el principado ya era muy débil. Pasó la mayor parte de su tiempo como líder mercenario en el extranjero y dependía económicamente de las ciudades. En 1553 tuvo que asegurarse la ayuda financiera de sus pueblos aprobando la predica evangélica. A partir de 1574 hizo que Neustadt am Rübenberge se desarrollara como una ciudad fortificada y construyó el castillo de Landestrost dentro de sus muros como un castillo renacentista, integrado en una fortaleza bastión basada en modelos italianos.
En 1582, cuando los condes de Hoya se extinguieron, la mayor parte del condado fue a Calenberg. En 1584 Calenberg también adquirió el Diepholz.

### Guerra de los Treinta Años
Después de la muerte de Erico en 1584, Calenberg-Gotinga fue nuevamente gobernada por la línea Wolfenbüttel de los güelfos. En la guerra de los Treinta Años, el hermano del duque Federico Ulrico, el cristiano «loco», llevó la guerra al estado. Las tropas danesas bajo el rey Cristián IV, que entonces era comandante del Círculo de Baja Sajonia, fueran derrotadas por el conde de Tilly, general de la Liga Católica  en la batalla de Lutter. Tilly ocupó todo el principado en 1626. Solo no pudo capturar las ciudades de Brunswick y Hannover.
Cuando el duque Federico Ulrico murió sin hijos en 1634, la línea Wolfenbüttel de la casa Media de Brunswick terminaba con él. En 1635, el duque Augusto el Viejo de la casa Media de Luneburgo recibió el principado de Calenberg-Gotinga. Después de su muerte en 1636, su hermano menor Jorge se convirtió en su gobernante. Tuvo éxito como general en el lado sueco y también logró en 1637 recuperar el país y especialmente las ciudades para los Welfs. Inicialmente descartó la ocupación de Hildesheim, pero luego trasladó su residencia a Hannover, que también había construido como fortaleza. Después de su muerte en 1641, se concluyó apresuradamente una paz separada con el emperador, que tuvo que pagarse con el regreso de las tierras adquiridas durante la disputa diocesana de Hildesheim. Los hijos de Jorge —Cristián Luis, Jorge Guillermo, Juan Federico y Ernesto Augusto— gobernaron consecutivamente el principado de Calenberg-Gotinga.

### Elevación a un electorado
En 1665, el principado de Grubenhagen, cuya línea se había extinguido en 1596 y sobre la cual las líneas de Luneburgo y Wolfenbüttel habían luchado durante mucho tiempo en la Corte de la Cámara Imperial, también se agregó finalmente a la dinastía Calenberg. El hijo menor de Jorge, Ernesto Augusto, quien gobernó desde 1679, siguió las políticas exitosas de su padre y sus hermanos. En 1689 los Calenbergs también heredaron Sajonia-Lauenburg. Ernesto Augusto cambió al lado del emperador e introdujo la primogenitura, en contra de la dirección de su padre. En 1692 por sus servicios al emperador, Ernesto Augusto fue recompensado después de una larga lucha con el título del noveno electorado. Oficialmente ahora era el elector de Brunswick-Luneburgo y su gobierno eran llamados el «gobierno electoral de Brunswick-Luneburgo». En 1705 se mejoró aún más por la herencia del principado de Luneburgo, mediante el cual todas las propiedades de los Welfs, aparte del principado de Brunswick-Wolfenbüttel, se unieron bajo la línea también conocida como la casa de Hannover, de la que desciende el trono real británico.

### Historia económica y social
El principado de Calenberg fue inicialmente un territorio bastante insignificante y el señorío Welf se desarrolló aquí bastante tarde. Para el reinado de Jorge de Calenberg en 1636, el principado había experimentado 140 años de un gobierno casi continuamente pobre que se preocupaba poco por el estado. En la Edad Media y el Renacimiento, los centros culturales se encontraban a las afueras de Calenberg en las ciudades de Brunswick, Hildesheim y Luneburgo. Se crearon nuevos centros en las residencias de Wolfenbüttel y Celle. Incluso la ciudad de Hannover no fue gobernada por los príncipes de Calenberg hasta 1636. Las otras ciudades permanecieron sin importancia.
Solo después del reinado de Jorge de Calenberg y su posterior ascenso al electorado, el antiguo principado de Calenberg se convirtió en el núcleo de lo que más tarde se convirtió en el estado alemán de la Baja Sajonia.
La industrialización ya había comenzado durante el período liberal francés. El industrial, Johann Egestorff (1772-1834), aprovechó las oportunidades económicas de los años 1803 a 1813 y pudo comprar canteras de piedra caliza en la colina de Lindener Berg, al oeste de Hannover. Para quemar la cal, había extraído carbón en las colinas Deister. Su hijo, Jorge Egestorff, comenzó una empresa de fundición e ingeniería de hierro. La aldea de Linden Calenberg se convirtió en una ciudad industrial.

## Príncipes de Calenberg
| 1432-1473/1482           | Guillermo, el Victorioso (1392-1482)                                                                                      | Adquirió el principado de Gotinga en 1463, se convirtió en príncipe de Wolfenbüttel en 1473                                                        | Duque de Brunswick-Luneburgo                                                                                               |                      |
| 1482-1484/1485 1482-1495 | Federico III el Turbulento, hijo del anterior (1424-1495) conjuntamente con su hermano Guillermo II el Joven (fall. 1503) | | Duque de Brunswick-Luneburgo                                                                                               |                      |
| 1494-1540                | Erico I el Viejo (1470-1540), hijo del anterior                                                                           | Gotinga anexado en 1495, siguió siendo parte de las tierras de Calenberg a partir de entonces                                                      | Duque de Brunswick-Luneburgo                                                                                               | Casa de Calenberg    |
| 1545-1584                | Erico II el Joven (1528-1584), hijo del anterior                                                                          | A la muerte de Erico II, Calenberg fue adquirido por los descendientes de Enrique IV que gobernó en Wolfenbüttel:                                  | | Casa de Calenberg    |
| 1584-1589                | Julio (1528-1589), primo del anterior y nieto de Enrique IV.                                                              | | Duque de Brunswick-Luneburgo Príncipe de Brunswick-Wolfenbüttel                                                            | Casa de Wolfenbüttel |
| 1589-1613                | Enrique Julio (1564-1613), hijo del anterior                                                                              | | Duque de Brunswick-Luneburgo Príncipe de Brunswick-Wolfenbüttel Príncipe-obispo de Halberstadt                             | Casa de Wolfenbüttel |
| 1613-1634                | Federico Ulrico de Brunswick-Wolfenbüttel (1591-1634), hijo del anterior                                                  | Tras la muerte de Federico Ulrico sin hijos, sus tierras se dividieron entre las casas de Luneburgo y Dannenberg ganando Calenberg y Wolfenbüttel. | Duque de Brunswick-Luneburgo Príncipe de Brunswick-Wolfenbüttel                                                            | Casa de Wolfenbüttel |
| 1635-1641                | Jorge de Brunswick-Luneburgo (1582-1641)                                                                                  | | Duque de Brunswick-Luneburgo                                                                                               | Casa de Luneburgo    |
| 1641-1648                | Cristián Luis de Brunswick-Luneburgo (1622-1665)                                                                          | | Duque de Brunswick-Luneburgo                                                                                               | Casa de Luneburgo    |
| 1648-1665                | Jorge Guillermo de Brunswick-Luneburgo (1624-1705), hermano del anterior                                                  | | Duque de Brunswick-Luneburgo                                                                                               | Casa de Luneburgo    |
| 1665-1679                | Juan Federico de Brunswick-Luneburgo (1625-1679), hermano del anterior                                                    | | Duque de Brunswick-Luneburgo                                                                                               | Casa de Luneburgo    |
| 1679-1698                | Ernesto Augusto de Brunswick-Luneburgo (1629-1698), hermano del anterior                                                  | Se convirtió en Elector de Hannover | Duque de Brunswick-Luneburgo Elector de Hannover (Elector de Brunswick-Luneburgo) (1692-1698) Príncipe-obispo de Osnabrück | Casa de Luneburgo    |
| 1698-1708                | Jorge Luis, hijo | Se convirtió en Jorge I de Gran Bretaña | | Casa de Luneburgo    |